# Gimnastyka na Igrzyskach Wspólnoty Narodów 2018
Gimnastyka na Igrzyskach Wspólnoty Narodów 2018 – jedna z dyscyplin podczas Igrzysk Wspólnoty Narodów 2018 w Gold Coast. Rozegrano dwadzieścia konkurencji, które odbyły się w dniach 5–13 kwietnia 2018 roku w Coomera Indoor Sports Centre. W zawodach wzięło udział 123 zawodników z 22 państw.

## Uczestniczące państwa

### Gimnastyka artystyczna
W gimnastyce artystycznej podczas igrzysk wystąpiło 26 zawodników z 13 państw.

- Anglia (3)
- Australia (3)
- Cypr (3)
- Gibraltar (1)
- Indie (1)
- Kanada (3)
- Malezja (3)
- Nigeria (1)
- Nowa Zelandia (1)
- Południowa Afryka (2)
- Singapur (1)
- Sri Lanka (1)
- Walia (3)

### Gimnastyka sportowa
W gimnastyce sportowej podczas igrzysk wystąpiło 97 zawodników z 21 państw.

- Anglia (10)
- Australia (10)
- Cypr (6)
- Indie (6)
- Irlandia Północna (2)
- Jamajka (1)
- Jersey (3)
- Kajmany (2)
- Kanada (10)
- Malezja (6)
- Malta (1)
- Namibia (1)
- Nigeria (1)
- Nowa Zelandia (6)
- Południowa Afryka (2)
- Singapur (5)
- Sri Lanka (3)
- Szkocja (10)
- Trynidad i Tobago (1)
- Walia (10)
- Wyspa Man (1)

## Medaliści

### Gimnastyka artystyczna
| Konkurencja           | Złoto                                                        | Srebro                                               | Brąz                                                                 |
| Zawody drużynowe      | Cypr · Diamanto Evripidou · Eleni Ellina · Viktoria Skittidi | Malezja · Kwan Dict Weng · Koi Sie Yan · Izzah Amzan | Australia · Enid Sung · Danielle Prince · Alexandra Kiroi-Bogatyreva |
| Wielobój indywidualny | Diamanto Evripidou                                           | Katherine Uchida                                     | Kwan Dict Weng                                                       |
| Układ z obręczą       | Diamanto Evripidou                                           | Laura Halford                                        | Kwan Dict Weng                                                       |
| Układ z piłką         | Diamanto Evripidou                                           | Koi Sie Yan                                          | Alexandra Kiroi-Bogatyreva                                           |
| Układ z maczugami     | Sophie Crane                                                 | Koi Sie Yan                                          | Diamanto Evripidou                                                   |
| Układ ze wstążką      | Kwan Dict Weng                                               | Diamanto Evripidou                                   | Koi Sie Yan                                                          |

### Gimnastyka sportowa
| Konkurencja                           | Złoto                                                                                      | Srebro                                                                                  | Brąz                                                                                               |
| Mężczyźni                             |                                                                                            |                                                                                         | |
| Zawody drużynowe                      | Anglia · Dominick Cunningham · James Hall · Courtney Tulloch · Max Whitlock · Nile Wilson  | Kanada · Zachary Clay · René Cournoyer · Scott Morgan · Cory Paterson · Jackson Payne   | Szkocja · Frank Baines · Hamish Carter · Kelvin Cham · Daniel Purvis · David Weir                  |
| Wielobój indywidualny                 | Nile Wilson                                                                                | James Hall                                                                              | Marios Jeorjiu                                                                                     |
| Ćwiczenia wolne                       | Marios Jeorjiu                                                                             | Scott Morgan                                                                            | Daniel Purvis                                                                                      |
| Ćwiczenia na koniu z łękami           | Rhys McClenaghan                                                                           | Max Whitlock                                                                            | Zachary Clay                                                                                       |
| Ćwiczenia na obręczach                | Courtney Tulloch                                                                           | Nile Wilson                                                                             | Scott Morgan                                                                                       |
| Skoki                                 | Christopher Remkes                                                                         | Courtney Tulloch                                                                        | Dominick Cunningham                                                                                |
| Ćwiczenia na poręczach                | Marios Jeorjiu                                                                             | Nile Wilson                                                                             | Frank Baines                                                                                       |
| Ćwiczenia na drążku                   | Nile Wilson                                                                                | Cory Paterson James Hall                                                                | –                                                                                                  |
| Kobiety                               |                                                                                            |                                                                                         | |
| Zawody drużynowe                      | Kanada · Elsabeth Black · Shallon Olsen · Isabela Onyshko · Brittany Rogers · Jade Chrobok | Anglia · Georgia-Mae Fenton · Lucy Stanhope · Alice Kinsella · Kelly Simm · Taeja James | Australia · Georgia-Rose Brown · Alexandra Eade · Georgia Godwin · Rianna Mizzen · Emily Whitehead |
| Wielobój indywidualny                 | Elsabeth Black                                                                             | Georgia Godwin                                                                          | Alice Kinsella                                                                                     |
| Skoki                                 | Shallon Olsen                                                                              | Elsabeth Black                                                                          | Emily Whitehead                                                                                    |
| Ćwiczenia na poręczach asymetrycznych | Georgia-Mae Fenton                                                                         | Brittany Rogers                                                                         | Georgia Godwin                                                                                     |
| Ćwiczenia na równoważni               | Alice Kinsella                                                                             | Georgia-Rose Brown                                                                      | Kelly Simm                                                                                         |
| Ćwiczenia wolne                       | Alexandra Eade                                                                             | Latalia Bevan                                                                           | Shallon Olsen                                                                                      |

## Tabela medalowa

### Gimnastyka artystyczna
| Poz. | Państwo   |   |   |   | Razem |
| ---- | --------- | - | - | - | ----- |
| 1.   | Cypr      | 4 | 1 | 1 | 6     |
| 2.   | Malezja   | 1 | 3 | 3 | 7     |
| 3.   | Kanada    | 1 | 1 | 0 | 2     |
| 4.   | Walia     | 0 | 1 | 0 | 1     |
| 5.   | Australia | 0 | 0 | 2 | 2     |

### Gimnastyka sportowa
| Poz. | Państwo           |   |   |   | Razem |
| ---- | ----------------- | - | - | - | ----- |
| 1.   | Anglia            | 6 | 7 | 3 | 16    |
| 2.   | Kanada            | 3 | 5 | 3 | 11    |
| 3.   | Australia         | 2 | 2 | 3 | 7     |
| 4.   | Cypr              | 2 | 0 | 1 | 3     |
| 5.   | Irlandia Północna | 1 | 0 | 0 | 1     |
| 6.   | Walia             | 0 | 1 | 0 | 1     |
| 7.   | Szkocja           | 0 | 0 | 3 | 3     |